# Stonesfield
Stonesfield – wieś w Anglii, w hrabstwie Oxfordshire, w dystrykcie West Oxfordshire. Leży 17 km na północny zachód od Oksfordu i 98 km na północny zachód od Londynu. W 2001 miejscowość liczyła 1538 mieszkańców.